# 杨茂嘉
杨茂嘉（1932年12月—2021年6月21日），女，藏族，青海贵德人，中华人民共和国政治人物，曾任青海省人民政府副省长，青海省人大常委会副主任。